# 那覇大綱挽まつり
那覇大綱挽まつり（なはおおつなひきまつり）は、毎年スポーツの日を含む3連休に奥武山公園を主会場に行われる沖縄県那覇市の祭り。期間中には民俗伝統芸能パレード、全長200mの大綱でギネスブックに認定された世界一の那覇大綱挽、花火大会などが開催される。
2011年から、祭りの名称が那覇祭り（）から那覇大綱挽まつり（）へと改称された。

## 主なイベント
未成年者の飲酒が問題になったことから、2007年から、少年少女の深夜徘徊をできる限り減らすため、それまでの21時までの開催を、11時 - 18時開催に変更した。台風の影響もあって奥武山での「市民フェスティバル」は開催中止とし、「昼型まつり」に変貌するため様々なファミリーの参加型イベントが行われたが、例年行われている花火は行われなかった。
2008年からは、アルコール販売時の年齢チェックを強化することで市民フェスティバルが復活、終了時刻も20時と再び延長された。
- 少年サッカー大会、速球王コンテスト、テニスコンテストなどの参加型スポーツ企画。（RBCスポーツ広場）
- 公園内駅伝、親子ロケット教室、少年野球教室（陸上競技場）
- RBC（琉球放送）の特設ステージで、県内ミュージシャンのステージやRBCラジオの公開放送。太鼓を使う迫力あるお祭り。

## 那覇大綱挽

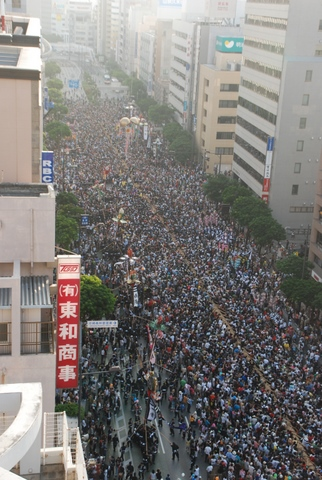
那覇大綱挽の全景（2008年10月12日）

那覇まつりの中でもメインイベントである那覇大綱挽は国道58号の久茂地交差点で行われる。1971年に那覇市制50周年記念として36年ぶりに復活し、1999年までは体育の日であり、かつ那覇が空襲に襲われた日（1944年、沖縄戦に至る前の10・10空襲）でもある10月10日（台風接近の場合はその日に近い次の日曜日）に開催されていたが、2000年から祝日法改正で体育の日が10月の第2月曜となったため、その年から体育の日の前日の日曜日に開催されるようになった。現在では那覇ハーリー、ジュリ馬と並ぶ那覇三大祭りのひとつに数えられる。
開催時には、交差点付近の中央分離帯のブロックが取り外される。このように中央分離帯が取り外し可能になっている場所は、全国の国道でここだけである。
まず綱引きを開始する前に、綱の中央部分相当のところに大量のカラフルな紙吹雪と風船が入った巨大なくす玉を吊り下げて、競技開始を示すくす玉割りを行う。そして東（アガリ:泊側）、西（イリ：旭橋側）に分かれて戦う。2018年終了現在、東の16勝14敗15分け。那覇大綱挽は地元の人だけでなく、観光客、アメリカ軍人も参加する祭りのメインとなっている。終了後は、無病息災のお守りとして枝綱を持ち帰ることができる。また、九州各県選出のミス・コンテスト入賞者らも参加する。
なお、この模様は琉球放送で中継される（かつては沖縄テレビでも放送され、NHKのBSでも全国中継されたことがある。また、かつては生中継だったが、番組編成の関係で、現在は深夜に録画での放送を経たのち、編成上開始時間自体早めて、同局のローカル番組「ジョートーTV」のスペシャルとしての放送になった（TBSでこの時間にゴルフ中継などが入っている場合は深夜録画放送で対応）。2019年では11年ぶりに生中継された。

### 由来
沖縄県内には綱引きによってその年の吉凶を占うという風習が各地に残るが、那覇の綱挽は1600年代から行われていたとされる。
17世紀、那覇が首里の外港としての地位を確立すると、西村、東村、若狭町村、泉崎村の「那覇四町」が成立した。そうした中、四町が東西に分かれて「みーんな」（女綱）と「をぅーんな」（男綱）をかぬち棒でつなぎ、東西に分かれて綱を引き合うという「那覇四町大綱」（ナーファユマチウーンナ）が定着したとみられる。その後、那覇の発展とともに周辺の村々も加わるようになって琉球王国の国家的催事となり、1812年には「那覇綱挽規模帳」が作成されてルールが明確化。祝賀行事としてだけでなく、薩摩藩や清からの使節の歓迎行事としても行われるようになった。
明治期以降も不定期に開かれていたが、戦時色が強まる中で1935年の開催を最後に途絶えた。
沖縄の本土復帰の前年1971年、那覇市の平良良松市長が市制50周年記念事業として10月10日に復活させた。戦後の合併で那覇市の一部となった首里、小禄、真和志も加わって東七町、西七町での対戦となり、市を挙げての一大イベントとなって現在に至っている。
|    | 町名           | 旗頭                           | 旗字                             | 由来等       |
| -- | -------------- | ------------------------------ | -------------------------------- | ------------ |
| 東 | 東一番（牧志） | 大結（うふむすん）             | 東（ひがし）                     |              |
| 東 | 安里           | 薄（ししち）                   | 英聲遠（えいせいえん）           |              |
| 東 | 首里           | 左御紋（ひじゃいぐむん）       | 瑞雲（ずいうん）                 | 琉球王家の紋 |
| 東 | 泊             | 緋桐燈（ちりんとう）           | 濟美（せいび）尚武（しょうぶ）   |              |
| 東 | 真和志         | 六角堂（ろっかくどう）         | 真和志泰平（まわしたいへい）     | 識名園       |
| 東 | 久茂地         | 盛鶴（むいじる）               | 與鳳翔（鳳とともにかける）       |              |
| 東 | 壷屋           | 炎（ふぬう）                   | 翔竜鳳雛（しょうりゅうほうすう） |              |
| 西 | 西一番         | 八卦（はっち）                 | 凱歌（がいか）                   | 諸葛孔明     |
| 西 | 若狭           | 京判やーま（ちょうばんやーま） | 鎮群（ちんぐん）                 |              |
| 西 | 泉崎           | 巴（ぐーやー）                 | 泉（いずみ）                     |              |
| 西 | 垣花           | 砂糖車（さーたーぐるま）       | 天行健（てんこうけん）           | 儀間真常     |
| 西 | 小禄           | 松竹梅                         | 小禄意氣昂（おろくいきたかし）   |              |
| 西 | 久米           | 水仙（すいせん）               | 不染塵（ふせんじん）             |              |
| 西 | 辻             | 子丑寅（にぃうしとぅら）       | 和氣（わき）                     |              |

### 大綱
綱は米わらを使い、毎年新作される。

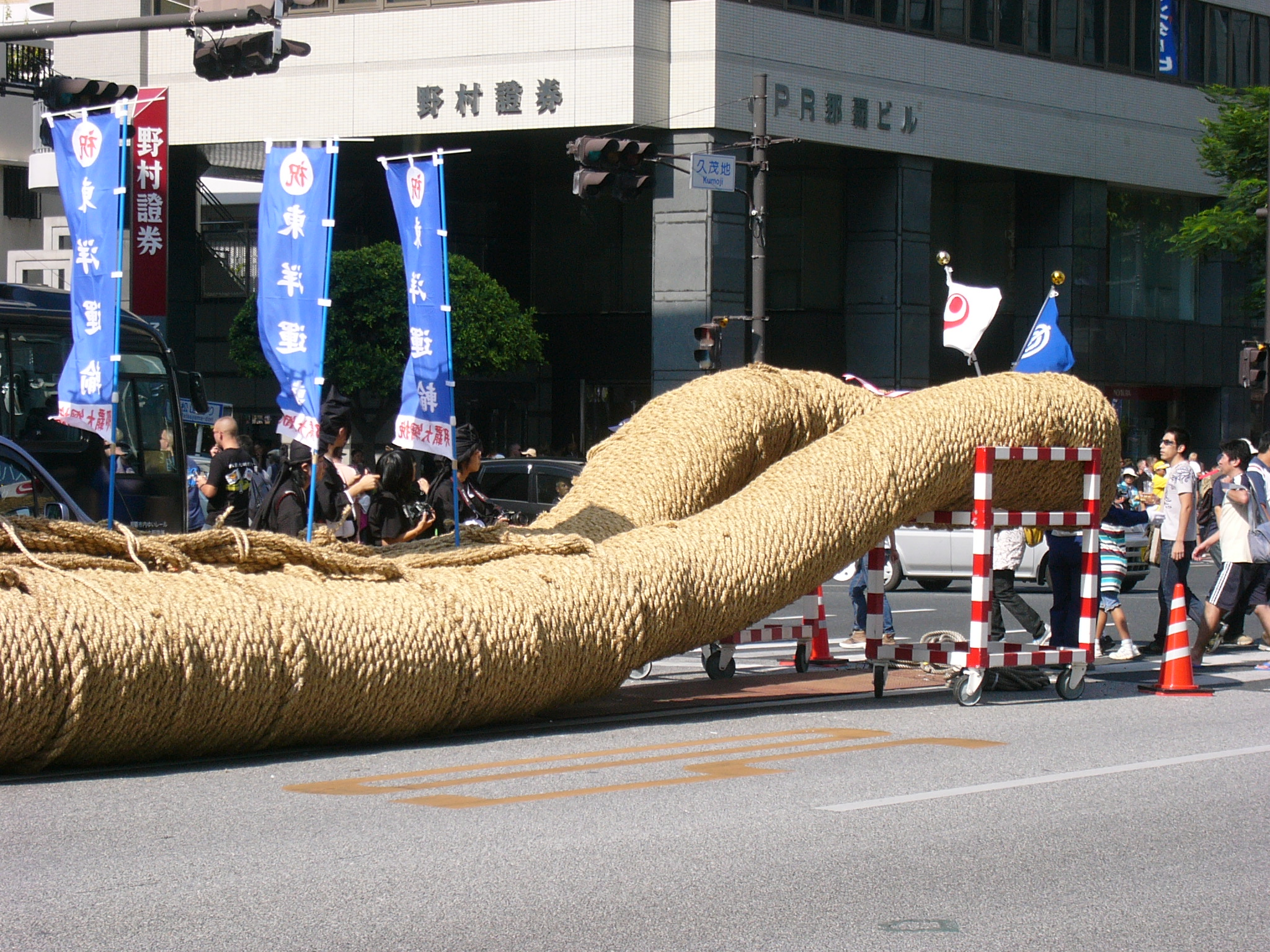
準備中の大綱：西側女綱の端（2008年10月12日）

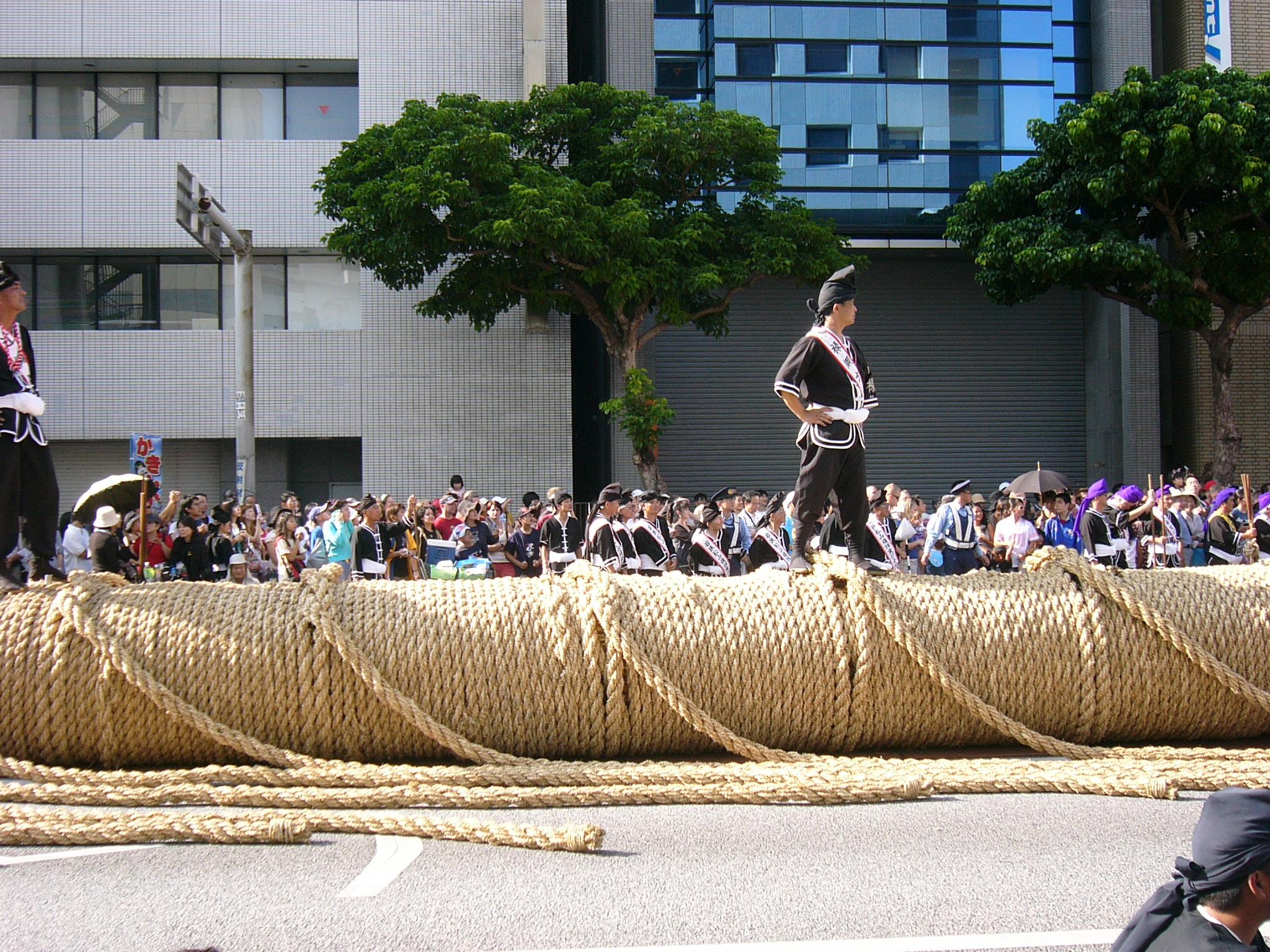
準備中の大綱と手綱（2008年10月12日）

大綱は、1992年から那覇港湾施設の敷地内で制作されている（また、同祭りにはアメリカ軍関係者も数多く参加している）。
- 2019年大会
女綱（西方）100m、男綱（東方）100m（全長200m）
直径1m56cm
総重量40トン
手綱280本（大綱に取り付けられた綱。1本7m。挽き手は実際にはこの手綱を挽く）
- ギネスブックの認定記録
（1997年大会）挽き手15000人
（1995年大会）大綱の大きさ - 直径1.54m、長さ172m、重さ26.73トンの記録は、かつて「（世界）最大のロープ」として認定されていた[6]。

### 現在の進行

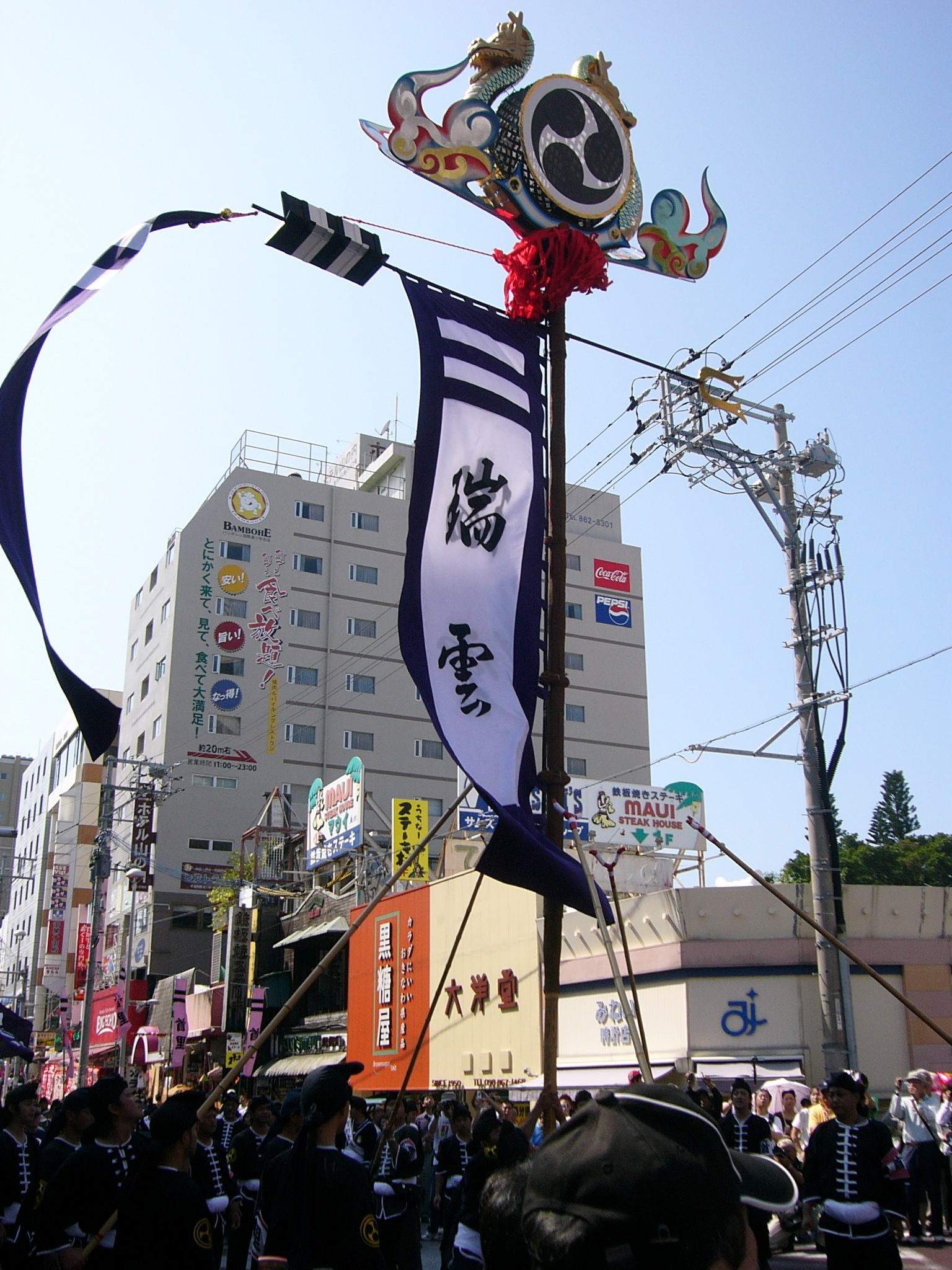
首里の旗頭「左御紋（ひじゃいぐむん）」旗字「瑞雲」（2008年10月12日）

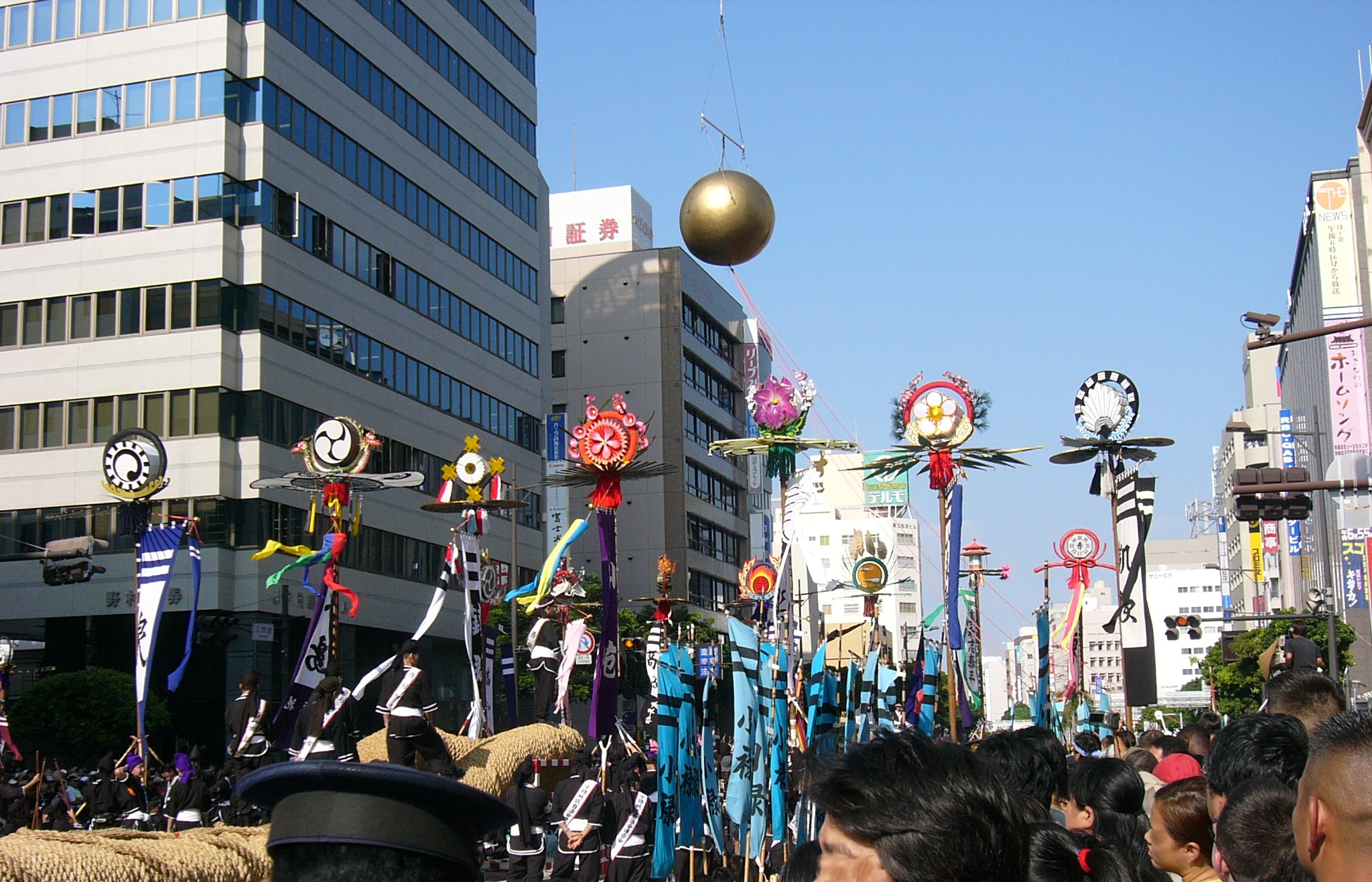
整列する旗頭（2008年10月12日）西側より撮影
宙に見えるのが開始の合図用のくす玉

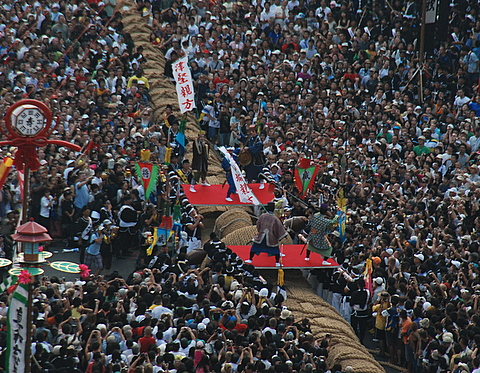
支度我栄（がーえー）の様子（2008年10月12日）

那覇大綱挽は古来、各町の挽き手らによる行列（）と必ずセットで行うとされる。
現在では、西七町東七町の各町の若者（にーせーたー）が黒色の股引半套（）姿となり、各町のシンボルである旗頭（）を持って各町内を練り歩くことから始まる。その後、全14町が国際通りに集まって行列を行い、綱挽会場となる久茂地交差点まで移動する。行列では爆竹が盛んに鳴らされる。
旗頭は各町で受け継がれた伝統あるもので、それぞれ独自の細工が凝らされ、高さ7mから10m、重さ40kgから50kgにもなる。旗持たちはこの旗頭を勇壮に躍らせながら歩く「美ら旗（）」を競い合うが、かなりの熟練を必要とする。最近では小学校、中学校でも小型の旗頭を製作し、各町の行列に加わることも増えている。
会場到着後は、東西それぞれのその年の代表町が美ら旗を振り合う「美ら旗我栄（）」が行われ、男女綱を頭貫棒（）でつなぎ合わせる「かぬちちじ」が行われる。続いて歴史上の人物に扮した「支度」が綱の上で見得を切る「支度我栄」が行われ、くす玉が割られて勝負が始まる。
挽き手は大綱に取り付けられた手綱を挽く。地元市民だけでなく、観光客も自由に参加できる。
勝負は、綱をつないだ「かぬちぐち」が東西5mの勝負線を越えれば勝敗が決まるが、東西どちらも5mに届かない場合、3m以上動いたほうを判定勝利とする。いずれも3m未満であれば引き分けとなる。勝負が決まるまで例年20 - 30分かかるが、2008年は5分56秒と短時間で決着した。
綱挽終了後は、手綱を切り取って参加者に配る「嘉例（）綱取り」となる。綱は縁起物として持ち帰ることができる。

### 2019年10月13日のプログラム
- 11:15 壺屋小学校にて旗頭行列（うふんなすねーい）の出発式
- 11:30 行列出発
- 14:00 行列終了
- 14:30 国道58号の交通規制の開始、旗入れの開始、旗頭の整列
- 14:45 那覇大綱挽式典、あいさつ開始
- 16:10 大綱挽開始
- 16:05 支度我栄、くす玉開き、綱挽開始
- 16:30 綱挽終了、嘉例綱取り
- 17:00 交通規制一部解除/綱の撤去
- 19:00 国道58号の交通規制全面解除

※時刻には多少のズレがあることがあります。

## アクシデント
- 2019年大会で引き始めて5分ほどで西側の綱が切れ、引き分けとなった。また、綱が切れたのは史上初である。原因は芯綱が劣化しているとのこと。

- 2022年(第52回大会)で、開始直前の準備(西と東の綱をカヌチ棒で結合する「綱寄せ」)の段階で西の綱が切れるアクシデントがあった。主催者である那覇大綱挽保存会は、このまま綱を引くとけが人が出るおそれがあるとして、綱を引く前に「東西引き分け」とした。
綱が切れた原因については、新型コロナウイルス感染対策として参加者を例年の約5分の1の3200人ほどに制限し準備を進め、綱も参加者減少に合わせて例年より約40メートル短く、太さも半分ほどにし、重さは20トンほど軽くなっていた。例年はワイヤーを巻き付けるなどして綱の強度を保つが、今年はこれらの仕様変更により使用しなかったことなどから強度が弱まった可能性があり、綱が切れたのではないかとみられている[7][8]。

## 過去の開催中止・延期

### 台風による開催延期
- 2007年 - 台風15号が接近した影響で10月7日に予定されていたイベントが1週延期され10月14日に行われた。なおこれに伴い、10月6日から10月8日まで予定されていた奥武山での「市民フェスティバル」の開催は中止となった。
- 2014年 - 台風19号が接近した影響で、10月12日に予定されたイベントが1週延期され10月19日に行われた。これに伴い10月11日から10月13日に行われる予定だった奥武山での「RBC市民フェスティバル」の開催は中止となった[9]。

### その他の理由による中止
- 1988年 - 昭和天皇の病状を考慮して、中止となった（当時は昭和天皇の病状から、華美な歌舞音曲を自粛した風潮により、全国的にイベント自粛が相次いだ）。この時は大綱弾を含めたすべての行事を中止とし、後日延期とはしなかったが、1989年以後は毎年開催されている。
- 2020年 - 新型コロナウイルス感染拡大防止のため中止された。